# Monotoma aegyptiaca
Monotoma aegyptiaca is een keversoort uit de familie kerkhofkevers (Monotomidae). De wetenschappelijke naam van de soort werd in 1868 gepubliceerd door Victor Ivanovitsch Motschulsky.